# Stackmyrespindel
Stackmyrespindel (Myrmarachne formicaria) är en spindelart som först beskrevs av Charles De Geer 1778.
Stackmyrespindel ingår i släktet Myrmarachne, och familjen hoppspindlar. Arten är reproducerande i Sverige. Inga underarter finns listade.